# Liste des communes françaises de la Côte-d'Or ayant changé de nom au cours de la Révolution
Pour un article plus général, voir Liste des communes françaises ayant changé de nom au cours de la Révolution.
Cet article présente la liste des communes françaises de la Côte-d'Or ayant changé de nom au cours de la Révolution.

## Côte-d'Or
Les noms des communes qui ont conservé leur nom révolutionnaire sont surlignés en bleu ciel.
| Commune                                                                             | Nom révolutionnaire                               | Notice Ehess-Cassini |
| ----------------------------------------------------------------------------------- | ------------------------------------------------- | -------------------- |
| Aignay-le-Duc                                                                       | Aignay                                            | no 210               |
| Aignay-le-Duc                                                                       | Aignay-Côte-d'Or                                  | no 210               |
| Aisey-le-Duc                                                                        | Aisey-sur-Seine                                   | —                    |
| Alise-Sainte-Reine                                                                  | Alise                                             | no 421               |
| Alise-Sainte-Reine                                                                  | Petite-Alise                                      | no 421               |
| Antigny-la-Ville                                                                    | Antigny-la-Montagne                               | no 957               |
| Antigny-le-Château (réunie à Foissy)                                                | Antigny-sous-le-Mont                              | no 62409             |
| Arnay-le-Duc                                                                        | Arnay-sur-Arroux                                  | no 1299              |
| Athie                                                                               | Athie-sous-Réome                                  | no 1568              |
| Beire-le-Châtel                                                                     | Beire-le-Grand                                    | no 3440              |
| Bessey-la-Cour                                                                      | Bessey-la-Fontaine                                | no 3976              |
| Châteauneuf                                                                         | Mont-Franc                                        | no 8674              |
| Chaudenay-la-Ville                                                                  | Chaudenay-la-Montagne                             | no 8873              |
| Chaudenay-le-Château                                                                | Chaudenay-la-Roche                                | no 8872              |
| Chevigny-Saint-Sauveur                                                              | Chevigny-Sauveur                                  | no 9285              |
| Corcelles-lès-Cîteaux                                                               | Corcelles-aux-Bois                                | no 10276             |
| Curtil-Saint-Seine                                                                  | Curtil                                            | no 11390             |
| Cussy-le-Châtel                                                                     | Cussy-sur-Arroux                                  | no 11422             |
| Fain-lès-Moutiers                                                                   | Fain-lès-Réome                                    | no 13432             |
| Gurgy-la-Ville                                                                      | Gurgy-la-Commune                                  | no 16509             |
| Gurgy-le-Château                                                                    | Gurgy-la-Pierre                                   | no 16510             |
| Labergement-le-Duc                                                                  | Labergement-lès-Seurre                            | —                    |
| Lucenay-le-Duc                                                                      | Lucenay                                           | no 20266             |
| Magny-Saint-Médard                                                                  | Magny-sur-Albane                                  | no 20610             |
| Mailly-la-Ville (réunie à Les Maillys)                                              | Mailly-le-Bas                                     | no 62406             |
| Mailly-le-Château (réunie à Les Maillys)                                            | Mailly-les-Ormeaux                                | no 62407             |
| Maisey-le-Duc                                                                       | Maisey-sur-Ource                                  | no 20685             |
| Maisons-aux-Moines (réunie à Saint-Thibault)                                        | Maison-Montagne                                   | no 62410             |
| Marcilly-sous-Mont-Saint-Jean                                                       | Marcilly-lès-Mont-Serein (réunie à Marcilly-Ogny) | no 21080             |
| Montigny-Saint-Barthélemy                                                           | Montigny-sur-Serein                               | no 23582             |
| Mont-Saint-Jean                                                                     | Mont-Serein                                       | no 23864             |
| Moutiers-Saint-Jean                                                                 | Réome                                             | no 24316             |
| Pagny-la-Ville                                                                      | Pagny-le-Peuple                                   | no 26027             |
| Pagny-le-Château                                                                    | Pagny-l'Égalité                                   | no 26028             |
| Pouilly-en-Auxois                                                                   | Pouilly                                           | no 27754             |
| Quincy-le-Vicomte                                                                   | Quincy-sur-Armançon                               | no 28493             |
| Rochepot (La)                                                                       | Roche-Fidèle                                      | no 29378             |
| Saint-Andeux                                                                        | Montribois                                        | no 23777             |
| Saint-Anthot                                                                        | Anthot-la-Montagne                                | no 30437             |
| Saint-Apollinaire                                                                   | Fontaine-Soyer                                    | no 30461             |
| Saint-Apollinaire                                                                   | Fontaine-Soyeur                                   | no 30461             |
| Saint-Aubin                                                                         | Auroux-la-Montagne                                | no 30514             |
| Saint-Bernard                                                                       | Brétigny-la-Rue                                   | no 30705             |
| Saint-Beury (devenue Beurizot)                                                      | Bellevue-sur-Armançon                             | no 4078              |
| Saint-Broing-les-Moines                                                             | Broing                                            | no 6029              |
| Saint-Broing-les-Moines                                                             | Fontaine-les-Roches                               | no 6029              |
| Saint-Didier                                                                        | Port-Chanteau                                     | no 31193             |
| Saint-Didier                                                                        | Val-d'Arenne                                      | no 31193             |
| Saint-Euphrône                                                                      | Choisy-lès-Semur                                  | no 31365             |
| Saint-Germain-de-Modéon                                                             | Modéon                                            | no 22653             |
| Saint-Germain-la-Feuille (devenue Saint-Germain-Source-Seine réunie à Source-Seine) | Source-Seine                                      | no 36739             |
| Saint-Germain-le-Rocheux                                                            | Montagne-en-Bellevue                              | no 15366             |
| Saint-Germain-lès-Senailly                                                          | Mont-sur-Armançon                                 | no 23902             |
| Saint-Hélier                                                                        | Val-d'Oze                                         | no 33058             |
| Saint-Jean-de-Bœuf                                                                  | Bœuf                                              | no 4595              |
| Saint-Jean-de-Losne                                                                 | Belle-Défense                                     | no 3508              |
| Saint-Julien                                                                        | Val-Julien                                        | no 38696             |
| Saint-Just (réunie à Fain-lès-Moutiers)                                             | Bellevue-sur-Réome                                | no 62408             |
| Saint-Léger-des-Fourches (devenue Champeau puis Champeau-en-Morvan)                 | Fourches                                          | no 32930             |
| Saint-Maurice-sur-Vingeanne                                                         | Avallon-sur-Vingeanne                             | no 2117              |
| Saint-Mesmin                                                                        | Rochefontaine                                     | no 33650             |
| Saint-Nicolas-lès-Cîteaux                                                           | Unité                                             | no 33783             |
| Saint-Philibert                                                                     | Velle-sous-Gevrey                                 | no 34066             |
| Saint-Pierre-en-Vaux                                                                | Séloiché                                          | no 26788             |
| Saint-Rémy                                                                          | Mont-sur-Brenne                                   | no 23899             |
| Saint-Romain                                                                        | Belle-Roche                                       | no 3548              |
| Saint-Sauveur                                                                       | Alpha                                             | no 34559             |
| Saint-Seine-en-Bâche                                                                | Beau-Séjour                                       | no 3317              |
| Saint-Seine-l'Abbaye                                                                | Seine-en-Montagne                                 | no 31590             |
| Saint-Symphorien-sur-Saône                                                          | Bellevue-sur-Saône                                | no 34807             |
| Saint-Thibault                                                                      | Fontaine-sur-Armançon                             | no 34815             |
| Saint-Usage                                                                         | Bon-Usage                                         | no 4901              |
| Saint-Victor-sur-Ouche                                                              | Victor-sur-Ouche                                  | no 39771             |
| Sainte-Colombe-en-Auxois                                                            | Rochefontaine                                     | no 31286             |
| Sainte-Colombe-sur-Seine                                                            | Belle-Roche                                       | no 9920              |
| Sainte-Marie-la-Blanche                                                             | Montagne-Unie                                     | no 23062             |
| Sainte-Marie-sur-Ouche                                                              | Bain-sur-Ouche                                    | no 2444              |
| Sainte-Marie-sur-Ouche                                                              | Coyon                                             | no 2444              |
| Sainte-Marie-sur-Ouche                                                              | République-sur-Ouche                              | no 2444              |
| Sainte-Sabine                                                                       | Sabine-le-Plein                                   | no 31581             |
| Saulon-la-Chapelle                                                                  | Saulon-Sanfond                                    | no 35500             |
| Saulx-le-Duc                                                                        | Saulx-en-Montagne                                 | no 35510             |
| Saulx-le-Duc                                                                        | Saulx-la-Ville                                    | no 35510             |
| Semur-en-Auxois                                                                     | Semur                                             | no 35949             |
| Til-Châtel                                                                          | Mont-sur-Tille                                    | no 23903             |
| Vieux-Château                                                                       | Laure-sur-Serein                                  | no 2093              |
| Villecomte                                                                          | Bellefontaine                                     | no 3518              |
| Villiers-le-Duc                                                                     | Villiers-la-Forêt                                 | no 40485             |